# Hermann Abert
Hermann Josef Abert (født 25. marts 1871 i Stuttgart, død 16. august 1927 i Berlin) var en tysk musikforsker. Han var søn af Johann Joseph  Abert.
Abert, der var professor i musikhistorie i Halle og Berlin, har udgivet flere værdifulde skrifter: Die Lehre vom Ethos in der griechischen Musik, Die Musikanschaung des Mittelalters, biografi af Robert Schumann i samlingen Berühmte Musiker, Jomelli als Operakomponist, W. A. Mozart (1919—20, en gennemgribende, betydningsfuld omarbejdelse af Otto Jahns bekendte værk), Goethe und die Musik og mange andre. Han redigerede Gluckjahrbuch (1914—18) og Mozartjahrbuch (1923-27).